# The Solid Gold Collection
A The Solid Gold Collection a Yes 2005-ös válogatáslemeze.

## Számok listája

### Első lemez
1. New State Of Mind
2. Open Your Eyes
3. Universal Garden
4. Perpetual Change (Élő)
5. Your Move/I've Seen All Good People (Élő)
6. And You and I (Élő)
7. Owner of a Lonely Heart (Élő)
8. Homeworld (The Ladder)
9. It Will Be a Good Day (The River)
10. Lightning Strikes

### Második lemez
1. The Gates Of Delirium (Élő)
2. Magnification
3. Don’t Go
4. In The Presence Of
5. Awaken (Élő)
6. Roundabout (Élő)

## Közreműködő zenészek
- Jon Anderson – ének
- Chris Squire – basszusgitár, ének
- Alan White – dob
- Steve Howe – gitár
- Billy Sherwood – billentyűs hangszerek, gitár
- Igor Horosev – billentyűs hangszerek

style="background:#9EFF9E;vertical-align:middle;text-align:center;" class="table-yes"|Igen